# Sundance Film Festival
Sundance Film Festival (tidligere kendt som Utah/US Film Festival og senere US Film and Video Festival) er en årlig filmfestival, som afholdes af Sundance Institute hver januar-måned i Park City, Salt Lake City, Utah i USA. Festivalen er den største independent-film filmfestival i USA, og amerikanske såvel som internationale film, kortfilm, dokumentarer og spillefilm deltager i adskillige kategorier om at vinde priser, samt at der gives priser til film udenfor kategorierne.

## Historie
Festivalen startede i 1973 som Utah/US Film Festival, i et forsøg på at lokke filmskabere til staten Utah. Hovedfokuset i festivalen var at præsentere en række retrospektive film, samt paneldebatter med filmskabere. En del af festivalen var også dedikeret til film lavet udenfor studiesystemet, såkaldte independentfilm.
Op gennem årene var flere ting med til at øge opmærksomheden mod festivalen. Først at skuespiller Robert Redford, som selv boede i Utah, blev involveret i festivalen ved at blive festivalens første formand. Senere blev festivalen flyttet fra september til januar, efter råd fra instruktør Sydney Pollack, siden man da kunne udnytte skicenteret på stedet på at tiltrække sig opmærksomhed fra Hollywood.
I 1985 blev driften af festivalen overtaget af Sundance Institute, en nulprofitsorganisation som arbejdede for at hjælpe uerfarne filmmagere, og i 1991 skiftede festivalen navn til det nuværende Sundance. Instituttet hjælper filmskabere gennem paneldebatter og mulighed for at arbejde i workshops.
Imidlertid blev festivalen ikke anset som en vigtig festival før efter 1989. 1989 var året hvor Steven Soderbergh havde premiere med sin Sex, løgn og video. Filmen blev meget populær da den blev vist på festivalen, og distributionsrettighederne blev opkøbt af Miramax Films. Filmen, som havde et budget på $1,2 millioner, endte med at indtjene næsten $25 millioner efter at Miramax slap den nationalt. Studioerne begyndte dermed at få øjnene op for festivalen som en måde at skaffe sig billige sucsesser på, og trykket på festivalen blev øget. Ud over 1990’ernes øgede antal visninger, og publikumstallet steg. I denne tid fik instruktører som Kevin Smith (Clerks.), Robert Rodriguez (El Mariachi), Quentin Tarantino (Håndlangerne), Wes Anderson (Bottle Rocket) og Jim Jarmusch (Dead Man) sine gennembrud på festivalen.
I løbet ad de sidste ti år er festivalen imidlertid blevet offer for mange kommercielle fremstød, ved at selskaber opsætter stands og laver happenings under festivalen. Festivalledelsen har opfordret selskaberne til også at sponsere dem, så at de støtter målet med festivalen. Festivalen er også blevet et «se og blive set»-sted, til forargelse fra dem, der er der for filmene, og tiltrækker sig årlige kendisser som Ashton Kutcher, Demi Moore og Britney Spears.
Festivalen har fået sit navn efter «The Sundance Kid», Robert Redfords rollefigur i filmen Butch Cassidy and the Sundance Kid.